# SciFinder
SciFinder je digitalna platforma u izdanju Chemical Abstracts Service (CAS), ogranka američkog društva za kemiju American Chemical Society (ACS). Namijenjena je pregledavanju relevantne literature s područja kemije, biokemije, kemijskog inženjerstva i inih srodnih znanstvenih područja i disciplina. Također sadrži opsežan popis kemijskih tvari, reakcija i spojeva. Za se moći poslužiti platformom, korisnik se mora registrirati. Kad ispuni taj uvjet, svaki put kad pristupa podatkovnoj bazi zahtijeva se od korisnika ponovna prijava.

## Vanjske poveznice
- CAS (engleski)